# Marie Paříková
Marie Paříková rozená Vojtková, křtěná Marie Františka (2. května 1909 Frenštát pod Radhoštěm – 30. srpna 1999 Praha) byla česká operní pěvkyně, sopranistka a hudební pedagožka. Absolventka učitelského ústavu ve Valašském Meziříčí (1926–1930), Pražské konzervatoře (1930–1933) a pěvkyně Národního divadla moravskoslezského (1933–1939), v letech 1939–1952 stálý host Pražského rozhlasu.
Byla manželkou dirigenta a klavíristy Otakara Paříka a matkou dirigenta Ivana Paříka.